# مجلس الشورى (مصر)

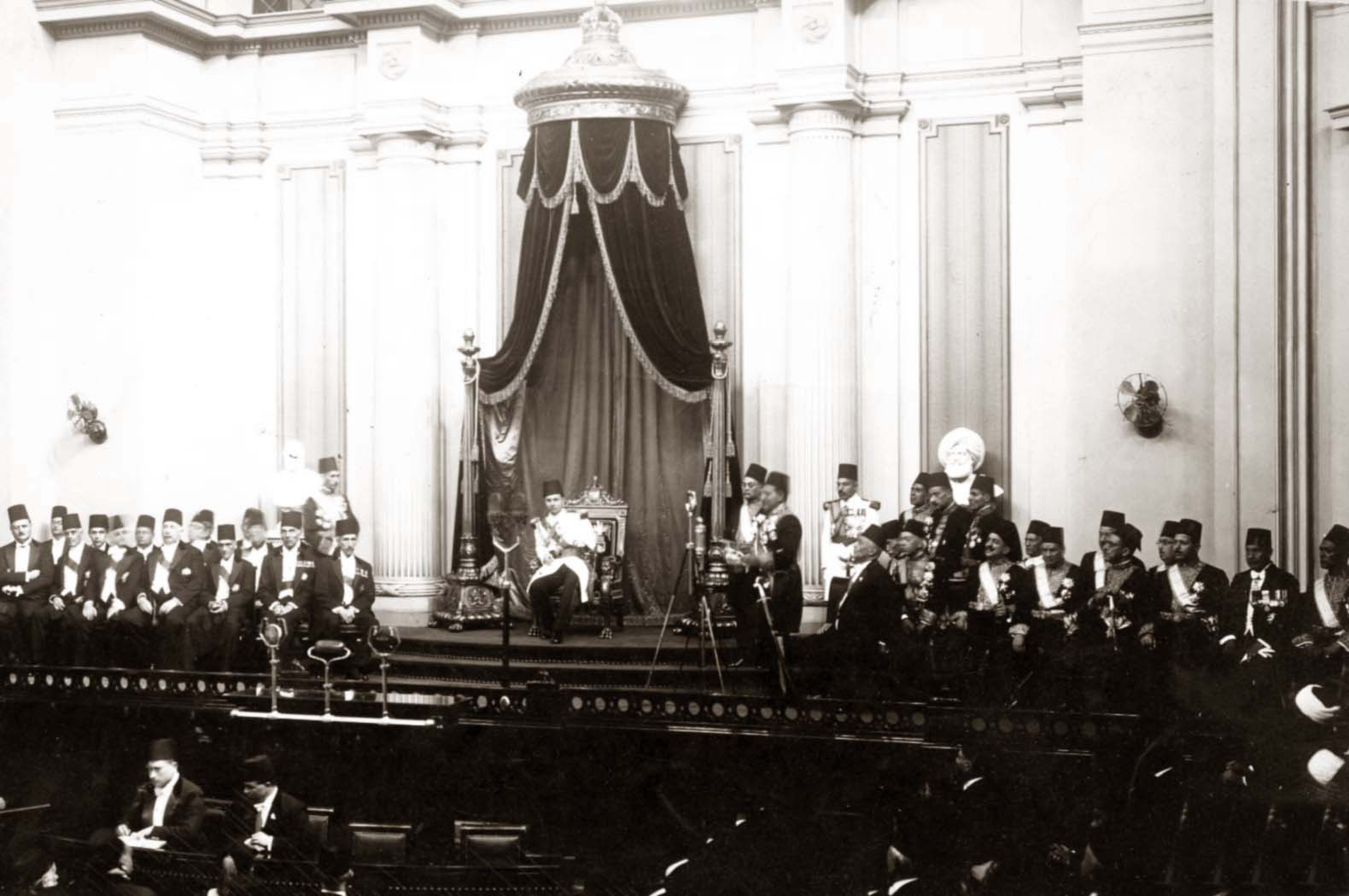
الملك فاروق في البرلمان المصري يجلس على كرسي العرش، ومرتدياً ملابس التشريفة الملكية سنة 1937م.

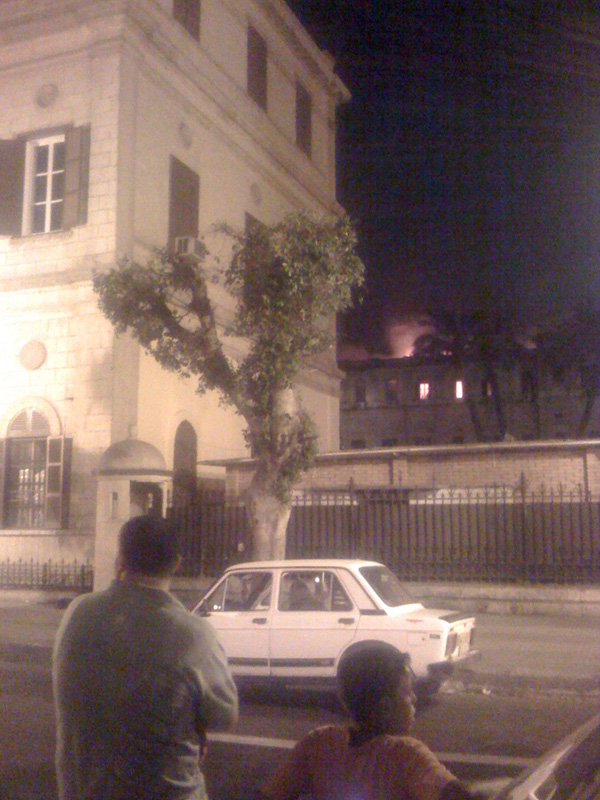
حريق مجلس الشورى المصري (2008)

مجلس الشورى المصري هو أحد المجلسين النيابيين في مصر. ويعتبر الغرفة العليا للبرلمان المصري. تأسس نتيجة الاستفتاء الشعبي في 19 أبريل 1979، وقد اكتمل كيانه بالتعديل الذي أجري على الدستور وطرح للاستفتاء في 22 مايو 1980.
مدة دورة مجلس الشورى ست سنوات ويتشكل من 270 عضو بموجب الإعلان الدستورى في مارس 2011 ينتخب ثلثيهم بالاقتراع المباشر السري العام على أن يكون نصفهم على الأقل من العمال والفلاحين ويعين رئيس الجمهورية الثلث الباقي.
بعد الإنقلاب العسكري في مصر عام 2013، والإطاحة بحكم الرئيس الراحل محمد مرسي وجماعة الإخوان المسلمين صاحبة الأغلبية في مجلسي النواب والشورى، وقع حل مجلس الشورى وإلغاءه في يوليو 2013. وفي استفتاء على تعديلات دستورية عام 2019، ٱعيد استحداث مجلس الشورى من جديد ولكن باسم جديد (مجلس الشيوخ) وبصلاحيات أخرى.

## تاريخ مجلس الشورى والحياة النيابية في مصر[3]
الشورى أحد مبادئ الحكم في الإسلام، وقد شهدت مصر أكثر من تجربة للشورى في تاريخها الحديث وقد كانت البداية الأولى لتطور الحياة النيابية في مصر مع إنشاء المجلس العالى الذي أسسه محمد على في نوفمبر 1824، وكان يتكون مـن نظار الدواوين ورؤساء المصالح واثنين من الأعيان من كل مديرية يقوم أهالى المديرية بانتخابهما،
بعد ذلك قام محمد علي في عام 1829 بإنشاء مجلس «المشورة» وكان يتكون من مائة وستة وخمسين عضواً، وجعل رئاسة هذا المجلس لابنه إبراهيم، وكان هذا المجلس يعقد مرة واحـدة في السنة لاستشارته في مسائل التعليم والإدارة والأشغال العمومية، وأيضا الشكايات التي كانت تقدم إليه لتقديم الحلول المناسبة لها.
وفى عام 1866 أنشأ الخديوي إسماعيل مجلس شورى النواب، الذي يعد البداية الحقيقية للمجالس النيابية في مصر، وكان يتكون من ستة وسبعين عضوا ينتخبون لمدة ثلاث سنوات، وكان يقوم بانتخابهم عمد البلاد ومشايخها في المديريات، وجماعة الأعيان في القاهرة والإسكندرية ودمياط، أما رئيس المجلس فكان الخديوي يقوم بتعيينه، ولقد كان هذا المجلس في بدايته استشاريا، ثم بدأت تتولد في داخله اتجاهات المعارضة، بسبب استفحال الأزمة المالية وما ولدته من تدخل أجنبي في الشئون المصرية.
وفى أول مايو عام 1883 وأثناء الاحتلال البريطاني، أصدر الخديوي توفيق القانون النظامي، وبمقتضاه شكل مجلس شورى القوانين، وكان يتكون من ثلاثين عضوا يقوم الخديوى بتعيين أربعة عشر منهم بصفة دائمة، وكان يتم اختيار الرئيس وأحد الوكيلين من بينهم، أمـا باقى الأعضاء الستة عشر فيتم انتخابهم وكان يتم اختيار الوكيل الثاني من بينهم.
وكانت اختصاصات هذا المجلس تتلخص في حقه في أن يطلب من الحكومة تقديم مشروعات قوانين، ومع ذلك فلم يكن من حقه اقتراح القوانين، كما كان هناك ما يسمى بالجمعية العمومية، وكانت تتكون من النظار – الوزراء – وأعضاء مجلس شورى القوانين والأعيان المندوبين، وعددهم 46 عضواً، وكانت تعقد جلساتها مرة على الأقل كل سنتين، وكان لا يجوز ربط أموال جديدة أو رسوم إلا بعد إقرارها.
وفى عام 1913 تم إنشاء الجمعية التشريعية، وكانت تتكون من أعضاء بحكم مناصبهم، وهم النظار أي الوزراء، ثم من الأعضاء المنتخبين والمعينين، وكان عدد المنتخبين ستة وستين عضواً، أما الأعضاء المعينون فكان عددهم سبعة عشر عضواً. وكانت مدة العضوية ست سنوات، أما اختصاصات الجمعية التشريعية فكانت تتلخص في وجوب أخذ رأيها قبل إصدار أي قانون، مع عدم التقيد بالأخذ بهذا الرأي،
وقد عقدت الجمعية التشريعية دور انعقاد واحد فقط، من الثاني والعشرين من يناير عام 1914 إلى السابع عشر من يونيو 1914، ولم تعقد أي اجتماعات بعد ذلك لتوقف الحياة النيابية في مصر بسبب الحرب العالمية الأولى، وقد صدر الأمر بحل هذه الجمعية في الثامن والعشرين من أبريل عام 1923.
وجاءت مرحلة جديدة بإعلان الدستور في 19 أبريل عام 1923 في ظل تعدد الأحزاب، وقد أعلن الدستور أن التشريع من حق البرلمان، مع إعطاء الملك حق الاعتراض، وفي نفس الوقت أعطى للبرلمان حق الرقابـة على أعمال السلطة التنفيذية، وكان البرلمان في ظل هذا الدستور يتكون من مجلس للنواب وآخر للشيوخ،
كان مجلس النواب يتكون من 214 عضوا، زيد إلى 232 ثم إلى 319 عضوا بسبب الزيادة في عدد السكان، أمـا مجلس الشيوخ فكان يتكون من 120 عضوا منهم 72 بالانتخاب و48 بالتعيين، ثم زيد إلى 147 عضوا منهم 88 منتخباً و59 معينا، ثم زيد للمرة الثانية إلى 180 عضواً منهم 108 بالانتخاب و72 بالتعيين، والسبب في زيادة عدد مجلس النواب والشيوخ هو أن المادتين 74 و 83 من دستور 1923 كانتا تقضيان بأن كل دائرة انتخابية تمثل بعضو عن كل عدد من السكان
عقد المجلسان أول اجتماع لهما في 15 مارس عام 1924.
ولكن دستور 1923 تعثر تطبيقه من الناحية العملية، فقد تم حل مجلس النواب أكثر من مرة، بل إن جميع المجالس التي شكلت في ظله لم تكمل مدتها الدستورية، وأكثر من ذلك فإن المجلس الذي بدأ اجتماعاته في الثالث والعشرين من مارس عام 1925 تم حله في ذات يوم انعقاده، وهذا المجلس الأخير لم يدم دور انعقاده سوى تسع ساعات فقط وبذا يعتبر من أقصر المجالس النيابية عمرا.
وبالإضافة إلى ذلك فإنه في ظل دستور 23 صدر في التاسع عشر من يوليو في عهد وزارة محمد محمود باشا الأمر الملكى رقم (46) لسنة 1928 بحل مجلسى النواب والشيوخ وإيقاف تطبيق المواد 15 و 89 و 155 و 157 من الدستور لمدة ثلاث سنوات قابلة للتجديد، على أن يتولى الملك السلطة التشريعية من خلال المراسيم الملكية التي تكون لها قوة القانون، ولكن هذا الأمر الملكي لم يلبث أن ألغي في 31 أكتوبر عام 1929 مع دعوة الناخبين لانتخاب أعضاء مجلس النواب وعودة مجلس الشيوخ الذي كان قائماً قبل صدور الأمر الملكي سالف الذكر، وقد دعي البرلمان بمجلسيه إلى الانعقاد اعتباراً من الحادي عشر من يناير عام 1930.
وتم إلغاء دستور 1923 بصدور دستور 1930 في الثاني والعشرين من أكتوبر 1930 في عهد وزارة إسماعيل صدقى، إلا أن دستور 1930 لم يعمر طويلاً بسبب تزايد الضغط الشعبي ورفض مصر كلها له وللنظام السياسى الذي قام على أساسه، وقد حدد هذا الدستور عدد أعضاء مجلس النواب بـ150 عضواً يتم انتخابهم على درجتين وعدد أعضاء مجلس الشيوخ بـ100 عضو يعين الملك ستين منهم وينتخب الأربعون الباقون.
وقد صدر الأمر الملكى رقم 27 لسنة 1934 بإلغاء دستور 1930 وحل مجلسي البرلمان الذين قاما في ظله وطبقا لأحكامه، وفي 19 ديسمبر عام 1935 صدر الأمر الملكى رقم 142 لسنة 1935 الذي قضى بإعادة العمل بدستور عام 1923.
وقد جاء في مقدمة الأمر الملكى: «إن رغبة الأمة ظهرت جلية في إعادة دستور 1923».
ورغم ذلك نجد أن مجالس النواب التي جاءت في ظل دستور 1923 قد تعرضت للحل أكثر من مرة، وظل الحال على هذا المنوال حتى تم حل البرلمان لآخر مرة في يناير عام 1952 عقب حريق القاهرة وظلت مصر بدون برلمان حتى قيام الثورة في 23 يوليو 1952، حيث أعلن مجلس قيادة الثورة في 10 ديسمبر 1952 سقوط دستور 1923، وعزم الحكومة على تأليف لجنة تضع مشروع دستور جديد يكون خالياً ومنـزهاً عن عيوب الدستور الذي تم إلغاؤه.
وفي العاشر من فبراير عام 1953 صدر قرار مجلس قيادة الثورة بنظام الحكم خلال فترة الانتقال التي تحددت بثلاث سنوات، وفي السادس عشر من يناير عام 1956 أعلن دستور 1956 الجديد، وقد تم الاستفتاء عليه في 23 يونيو عام 1956، وعلى أساس هذا الدستور شكل أول مجلس نيابى في ظل ثورة 23 يوليو وبدأ جلساته في 22 يوليو 1957، وقد أطلق عليه اسم «مجلس الأمة»، وتكون من 350 عضوا
واستمر هذا المجلس حتى العاشر من فبراير 1958، وعقب الوحدة مع سوريا صدر دستور مارس المؤقت، وشكل مجلس أمة مشترك مكون من 400 عضو مصري و200 عضو سوري، وعقد أول جلساته في 21 يوليو 1960، واستمر حتى 22 يونيو عام 1961.
وفى شهر مارس 1964 صدر دستور مؤقت، وفي ظله تم قيام مجلس أمة منتخب مكون من 350 عضواً، بالإضافة إلى عشرة أعضاء يعينهم رئيس الجمهورية،
وفي 11 سبتمبر 1971 تم وضع الدستور الدائم، وفي ظله جرت انتخابات مجلس الشعب الذي عقد أولى جلساته في 11 نوفمبر 1971 وهو أول مجلس يستكمل مدته الدستورية وهى خمس سنوات كاملة، وفي عام 1976 تم إجراء انتخابات جديدة في ظل نظام المنابر السياسية التي تحولت فيما بعد إلى أحزاب سياسية، بناء على ما أعلنه الرئيس أنور السادات في بداية دور انعقاد مجلس الشعب في 11 نوفمبر 1976 وأعقب ذلك القانون رقم 40 لسنة 1977 بتنظيم الأحزاب في مصر. ثم جاءت مرحلة جديدة ففى 19 إبريل عام 1979 وافق الشعب في استفتاء عام على إنشاء مجلس الشورى وبناء على ذلك عدل الدستور ووافق الشعب على هذا التعديل في الاستفتاء الذي جرى يوم 22 مايو 1980 وأضيف بموجب هذا التعديل باب جديد إلى الدستور تضمن الفصل الأول منه بيان الأحكام الخاصة بهذا المجلس وكان أول اجتماع له في أول نوفمبر 1980.

## اختصاصات المجلس[4]
حدد دستور 1971 اختصاصات مجلس الشورى بدراسة واقتراح ما يراه كفيلاً بالحفاظ على مبادئ ثورة 23 يوليو سنة 1952، ودعـم الوحدة الوطنية، والسلام الاجتماعي، وحماية تحالف قوى الشعب العاملة والمكاسب الاشتراكية، والمقوّمات الأساسية للمجتمع وقيمه العليا والحقوق والحريات العامة والواجبات، وتعميق النظام الاشتراكي الديمقراطي وتوسيع مجالاته.
كما أنه بضمّه لصفوة مفكري وفلاسفة وحقوقيي المجتمع يقوم بدور المجلس الأستشاري في إصدار القوانين ومبادئ الدستور وأي تشريعات أخرى لكي تُعرض على مجلس الشعب
وتجب موافقة مجلس الشورى على ما يلي:
1- الاقتراحات الخاصة بتعديل مادة أو أكثر من مواد الدستور
2- مشروعات القوانين المكملة للدستور والتي تتعلق بتنظيم وتحديد عدد من الأمور من بينها:
- جميع الأمور التي تتعلق بمباشرة الحقوق السياسية والانتخابات والاستفتاءات وتنظيم وإنشاء الأحزاب السياسية وحظر النشاط السياسي أو قيام أحزاب سياسية على أية مرجعية دينية أو أساس ديني، أو بناء على التفرقة بسبب الجنس أو الأصل وتعريف العمال والفلاحين.
- عدد الأعضاء والدوائر الانتخابية لمجلسي الشعب والشورى والمكافآت التي يقتاضاها أعضاؤهما وتحديد إجازة عدم تفرغ عضو مجلس الشعب لعضوية المجلس، واحتفاظه بوظيفته أو عمله.
- الجنسية المصرية.
- المجالس الشعبية المحلية.
- السلطة القضائية.
- تنظيم قطاع الصحافة وإنشاء المجلس الأعلى للصحافة.

ويؤخذ رأي المجلس فيما يلي:
- مشروع الخطة العامة للتنمية الاجتماعية والاقتصادية.
- مشروعات القوانين التي يحيلها إليه رئيس الجمهورية.
- ما يحيله رئيس الجمهورية إلى المجلس من موضوعات تتصل بالسياسة العامة للدولة أو بسياستها في الشئون العربية أو الخارجية.
- يجب أخذ رأي رئيس مجلس الشورى إذا قرر رئيس الجمهورية اتخاذ إجراءات سريعة لمواجهة خطر حال وجسيم يهدد الوحدة الوطنية أو سلامة الوطن ويعوق مؤسسات الدولة عن أداء دورها الدستوري. (مادة 74 من الدستور).

شروط العضوية في مجلس الشورى:
قضت المادة 197 من الدستور أيضا بأن يحدد القانون الشروط الواجب توافرها في الأعضاء المنتخبين والمعينين، وقد حددت هذه الشروط في المادة (6) من القانون رقم 120 لسنة 1980 في شأن مجلس الشورى إذ نصت على أنه " مع عدم الإخلال بالأحكام المقررة في القانون رقم 73 لسنة 1956 بتنظيم مباشرة الحقوق السياسية يشترط فيمن يرشح أو يعين عضوا بمجلس الشورى:
1) أن يكون مصري الجنسية من أب مصري.
2) أن يكون مقيدا في أحد جداول الانتخاب بجمهورية مصر العربية وألا يكون قد طرأ عليه سبب يستوجب إلغاء قيده طبقا للقانون الخاص بذلك.
3) أن يكون بالغا من العمر خمسا وثلاثين سنة ميلادية على الأقل يوم الانتخاب أو التعيين.
4) أن يجيد القراءة والكتابة.
5) أن يكون قد أدى الخدمة العسكرية الإلزامية أو أُعفي من أدائها طبقا للقانون.
6) ألا تكون قد أُسقطت عضويته بقرار من مجلس الشورى أو من مجلس الشعب بسبب فقد الثقة والاعتبار أو بسبب الإخلال بواجبات العضوية بالتطبيق لأحكام المادة (96) من الدستور ما لم يكن قد زال الأثر المانع من الترشيح قانونا وذلك في الحالتين الآتيتين:
أ - انقضاء فترة التجديد النصفي أو الفصل التشريعي الذي صدر خلاله قرار إسقاط العضوية حسب الأحوال.
ب - أن يصدر قرار من مجلس الشورى أو من مجلس الشعب بإلغاء الأثر المانع من الترشيح المترتب على إسقاط العضوية، ويصدر قرار المجلس في هذه الحالــة بأغلبيـة أعضائه بناء على اقتراح مقدم من ثلاثين عضواً، وذلك بعد انقضاء دور الانعقاد الذي صدر خلاله قرار إسقاط العضوية على الأقل.
يختار مجلس الشورى اثنين من الشخصيات العامة لعضوية لجنة الانتخابات الرئاسية.
يختار مجلس الشورى اثنين من الشخصيات العامة وأحد أعضاء الهيئات القضائية سابقاً لعضوية لجنة الانتخابات العليا التي تنظم انتخابات مجلسي الشعب والشورى.
ويختص المجلس:
أولا - بإبداء الرأي فيما يلى:
1- الاقتراحات الخاصة بتعديل مادة أو أكثر من مواد الدستور.
2- مشروعات القوانين التي يحيل إليها صراحة أحد نصوص الدستور أو تنظم السلطات العامة، أو العلاقة بينها أو تعرض لتنظيم المقومات الأساسية للمجتمع أو الحريات أو الحقوق أو الواجبات العامة.
3- مشروع الخطة العامة للتنمية الاجتماعية والاقتصادية.
4- معاهدات الصلح والتحالف وجميع المعاهدات التي يترتب عليها تعديل في أراضي الدولة أو التي تتعلق بحقوق السيادة.
5- مشروعات القوانين التي يحيلها إليه رئيس الجمهورية.
6- ما يحيله رئيس الجمهورية إلى المجلس من موضوعات تتصل بالسياسة العامة للدولة أو بسياستها في الشئون العربية أو الخارجية.
ويبلغ المجلس ما ينتهي إليه رأيه في الأمور المتقدمة إلى رئيس الجمهورية وإلى مجلس الشعب.
ثانيا - بدارسة واقتراح ما يراه كفيلا بالحفاظ على مبادئ ثورتي 23 يوليو سنة 1952 و15 مايو سنة 1971، ودعم الوحدة الوطنية والسلام الاجتماعي، وحماية تحالف قوى الشعب العاملة والمكاسب الاشتراكية، والمقومات الأساسية للمجتمع وقيمه العليا والحقوق والحريات والواجبات العامة، وتعميق النظام الاشتراكي الديمقراطي وتوسيع مجالاته.
ويُبلغ المجلس ما تنتهى إليه دراسته من توصيات واقتراحات إلى رئيس الجمهورية ومجلس الشعب ومجلس الوزراء.

## رؤساء المجلس
- أحمد فهمي.[5][6]
- صفوت الشريف.
- مصطفى كمال حلمي.[7]

## مقر المجلس
يقع مجلس الشورى المصري في القصر الذي بني في العام 1866 من قبل وزير المالية في عهد الخديوي إسماعيل.، وهو القصر الذي خصص لاحقا كمقر لمجلس الشيوخ المصري السابق في ظل دستور العام 1923، والذي ظل حتى قيام ثورة يوليو 1952.

### حريق 2008
في عصر 19 أغسطس 2008 شب حريق هائل في حجرات خشبية في سطح القصر المنشأ في القرن التاسع عشر والذي يشغله مجلس الشورى المصري بوسط مدينة القاهرة. الحريق الذي لم يتم تداركه في بدايته أتى على المبنى التاريخي بأكمله. وماتسبب في سرعة اشتعال النيران أن بعض أساسات المبنى وأسقفه وأرضياته منشأة من الخشب كما كانت حوائطه وأسقفه من الخشب ومزدانة بالجلد. المبنى الذي يعود تاريخ بنائه إلى مايزيد عن 100 عام خلت كان يتكون من 3 طوابق بينها طابق مخفي.
وقد أعلن صفوت الشريف رئيس المجلس السابق في تصريح متلفز «أن الدولة المصرية هي التي ستتكفل باعادة بناء المبنى من الميزانية العامة للدولة».

## وصلات خارجية
- موقع مجلس الشورى المصري نسخة محفوظة 30 سبتمبر 2005 على موقع واي باك مشين.